# Чэнхай
Чэнха́й (кит. упр. 澄海, пиньинь Chénghǎi) — район городского подчинения городского округа Шаньтоу провинции Гуандун (КНР).

## История
Уезд Чэнхай (澄海县) был образован во времена империи Мин в 1563 году. Во времена империи Цин он был в 1664 году расформирован, но уже в 1668 году воссоздан.
В 1930 году район примыкающий к устью реки Хаоцзян район уезда Чэнхай был выделен в отдельный город Шаньтоу.
После вхождения в состав КНР уезд оказался в составе Специального района Чаошань (潮汕专区). В 1952 году Специальный район Чаошань был расформирован, и уезд вошёл в состав Административного района Юэдун (粤东行政区). В конце 1955 года было принято решение о расформировании Административных районов, и с 1956 года уезд вошёл в состав нового Специального района Шаньтоу (汕头专区). В 1959 году уезд был присоединён к Пригородному району Шаньтоу, но уже в 1960 году был воссоздан.
В 1970 году Специальный район Шаньтоу был переименован в Округ Шаньтоу (汕头地区).
Постановлением Госсовета КНР от 13 июля 1983 года округ Шаньтоу был преобразован в городской округ Шаньтоу.
18 апреля 1994 года уезд Чэнхай был преобразован в городской уезд.
Постановлением Госсовета КНР от 29 января 2003 года городской уезд Чэнхай был преобразован в район городского подчинения.

## Административное деление
Район делится на 3 уличных комитета и 8 посёлков.

## Экономика

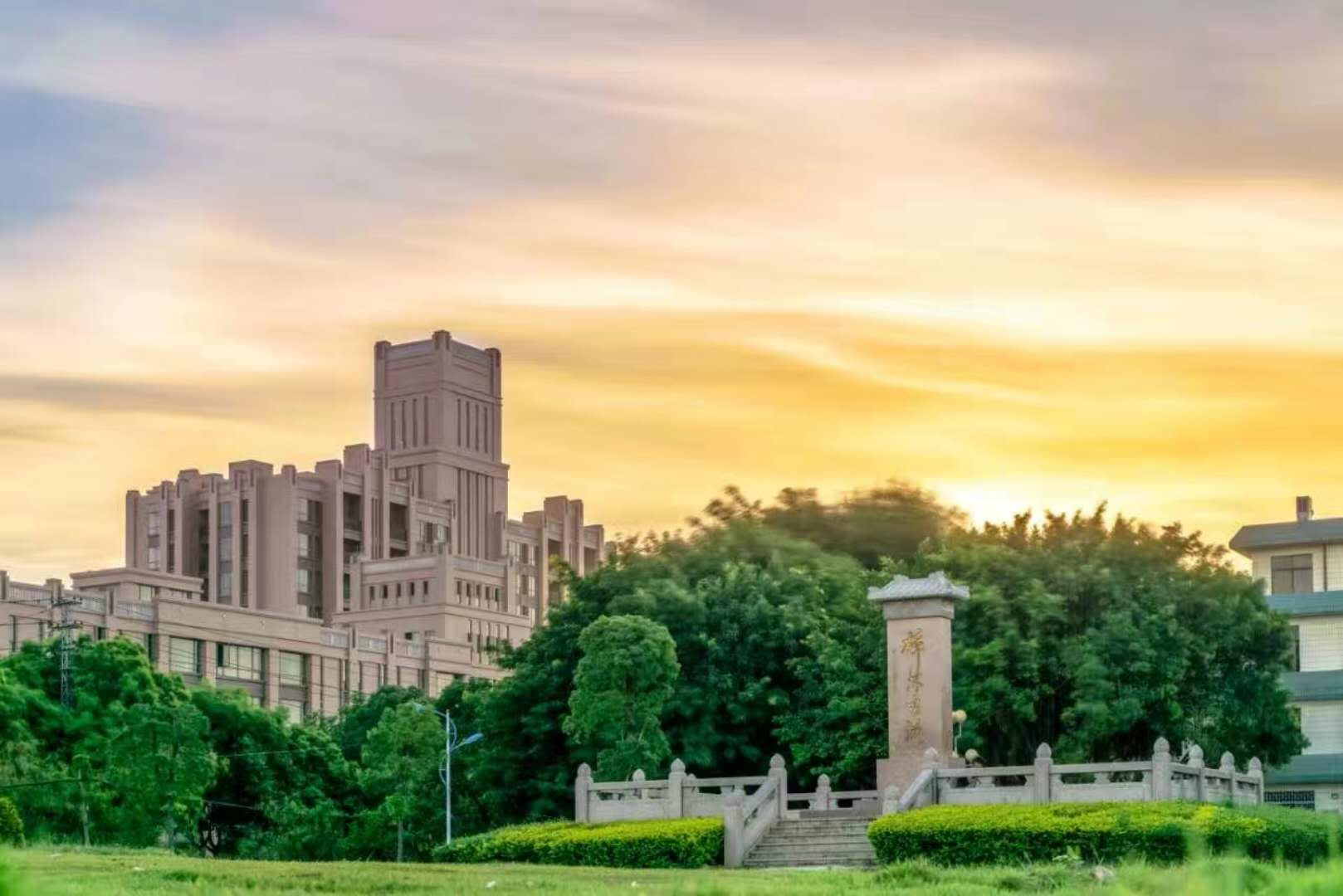
Сквер в центре района

Район Чэнхай имеет репутацию «мировой столицы игрушек»: здесь сосредоточены производители игрушек на дистанционном управлении, мягких и развивающих игрушек, конструкторов, головоломок, сувениров и подарков. На игрушки приходится более 70 % всей производимой в районе продукции, товары из Чэнхая экспортируются в более чем 100 стран мира. По состоянию на 2018 год в Чэнхае базировалось около 27 тыс. производителей игрушек.
Индустрия игрушек начала развиваться в Чэнхае в 1960 — 1970-х годах. Простые игрушки, сделанные вручную в небольших семейных мастерских, стали продаваться на рынках в Чаочжоу, Иу и других городах, благодаря чему Чэнхай окрестили «родиной игрушек». После начала политики реформ и открытости в районе появилась особая экономическая зона, которая стала привлекать инвестиции, оборудование и технологии из-за рубежа. Постепенно производство игрушек из ручного перешло в автоматизированное; в 1990-х годах развитие отрасли игрушек ещё более ускорилось.
В 2023 году объем производства местной индустрии игрушек превысил 50 млрд юаней (7,03 млрд долл. США), около 70 % заказов поступило из-за рубежа. Созданная здесь цифровая платформа «Сяоняоюнь» объединила более 4 млн наименований игрушек, связав между собой свыше 50 тыс. производителей с почти 40 тыс. закупщиков.